# Olivares de Duero

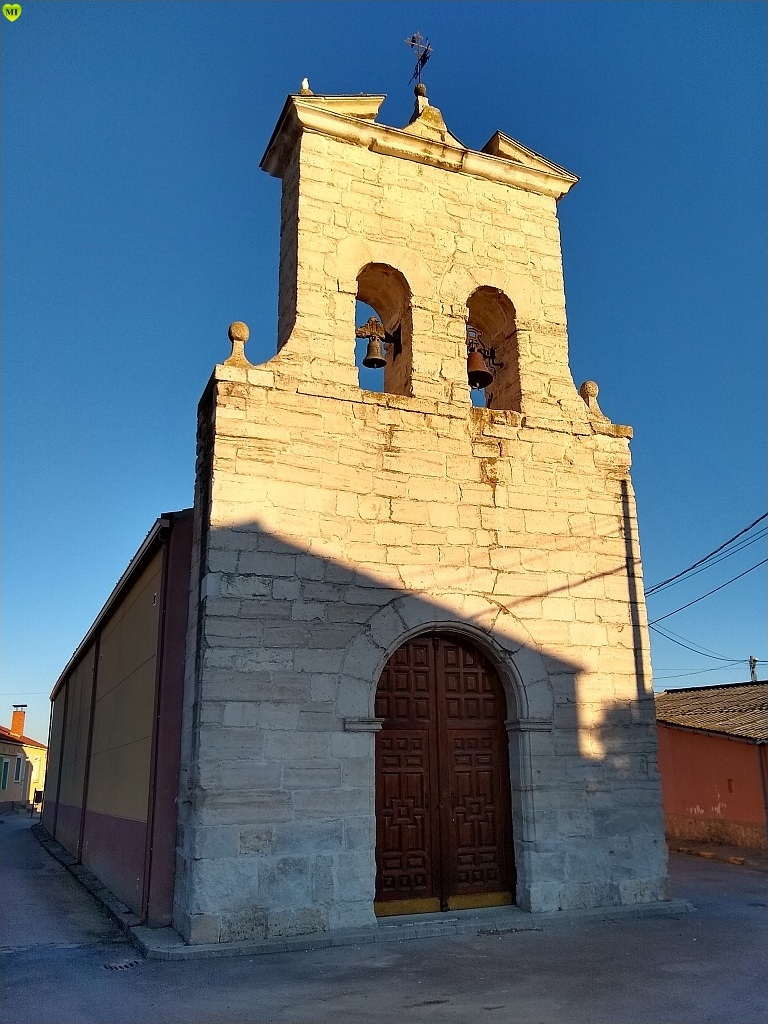
Ermita

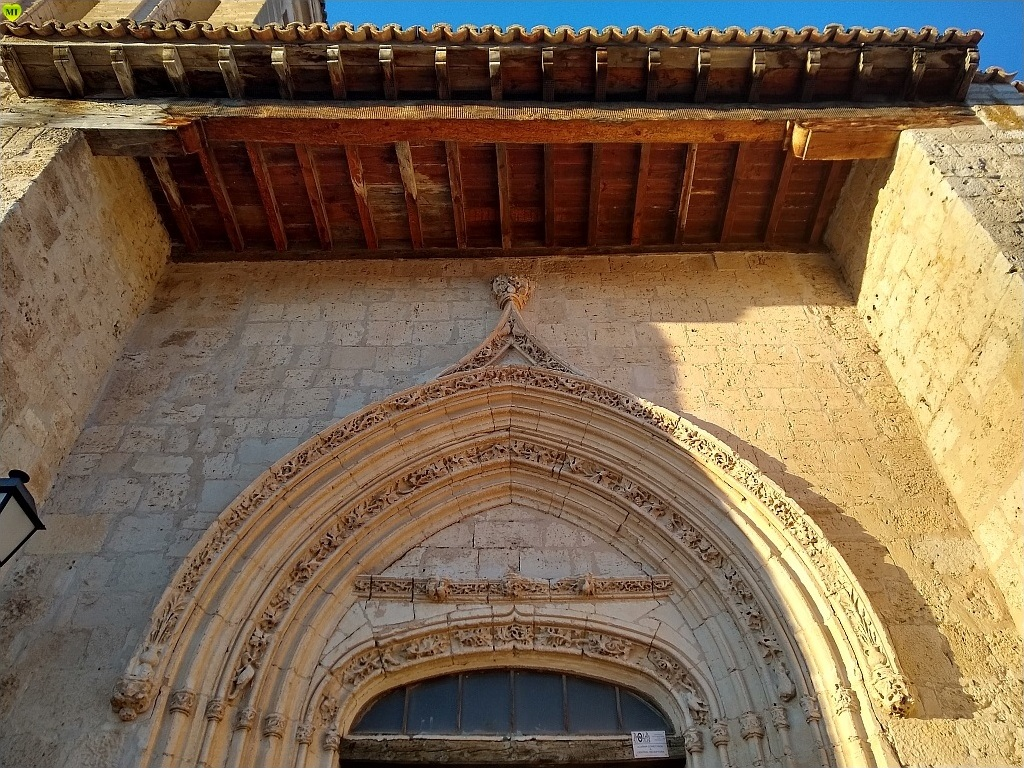
Detalle de la portada de la iglesia de San Pelayo

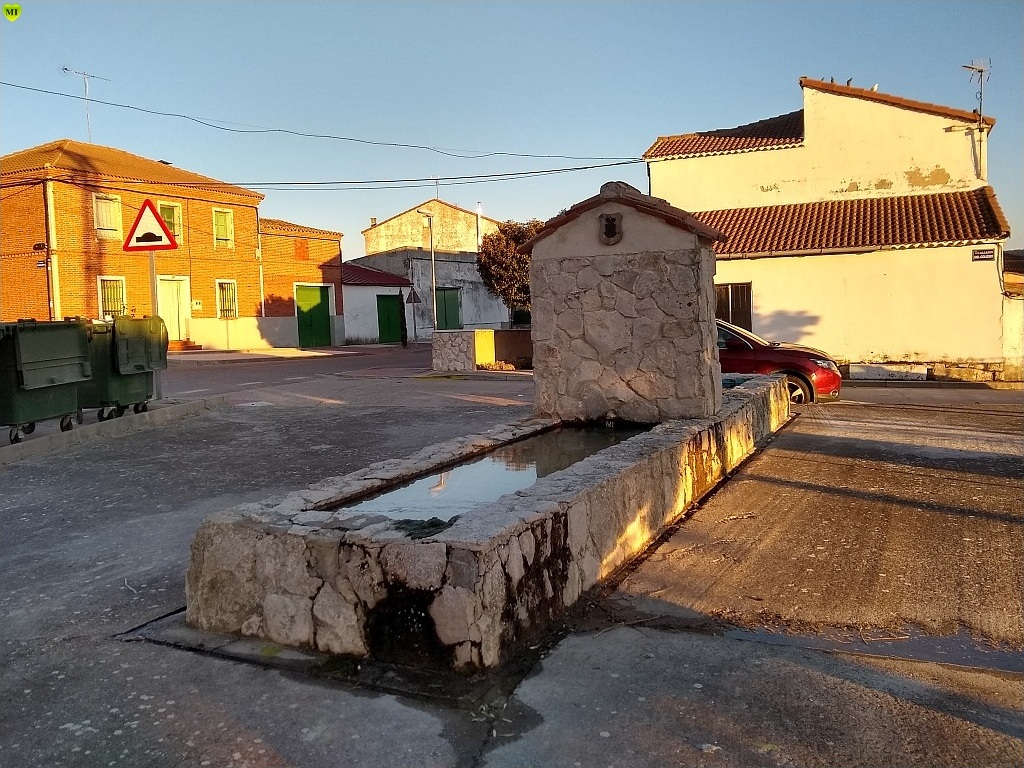
Pilón

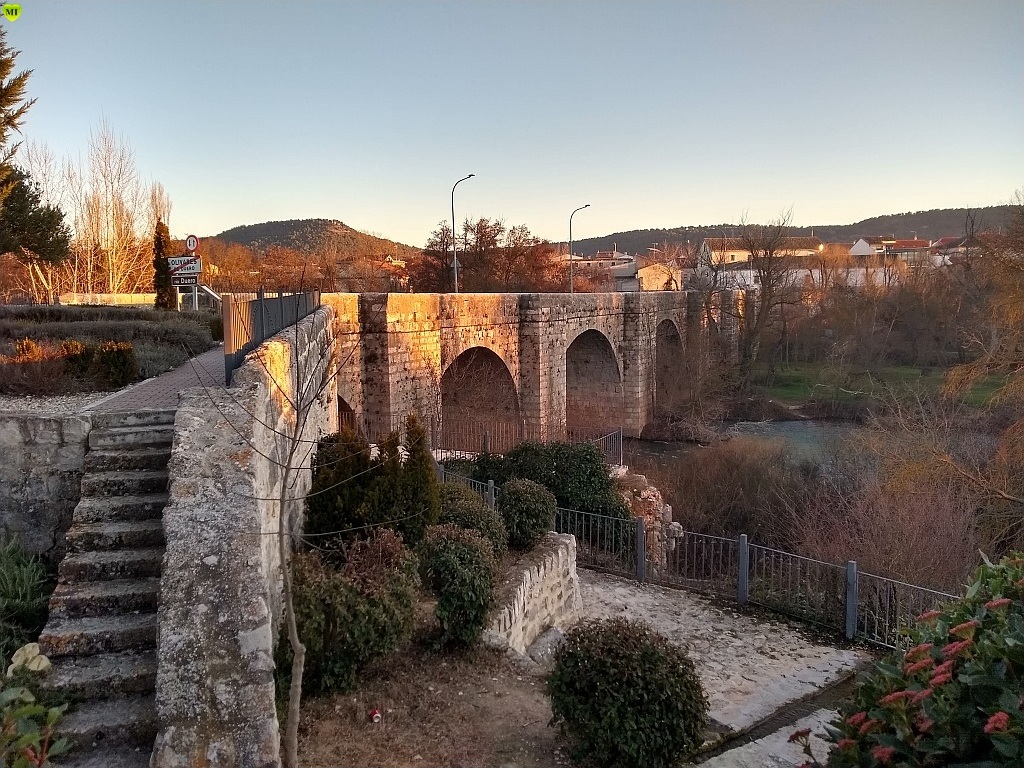
Puente renacentista sobre el río Duero

Olivares de Duero es un municipio y localidad española de la provincia de Valladolid, en la comunidad autónoma de Castilla y León.
Está dentro de la denominación de origen Ribera de Duero y las bodegas son su principal fuente económica.
Existen documentos del asentamiento desde el siglo XII, al parecer perteneciente la villa al conde García Ordóñez, compañero de hazañas del Cid Campeador. Posteriormente y hasta el siglo XVI estuvo relacionada Olivares con la Abadía de Valladolid. En época de Felipe II fue vendida a los vecinos, lo que ocasionó cierto decaimiento económico en tiempos posteriores, acentuado por las vicisitudes propias de la invasión francesa en el siglo XIX.

## Demografía
Cuenta con una población de 327 habitantes (INE 2024).
| Gráfica de evolución demográfica de Olivares de Duero entre 1842 y 2021                                                                                       |
| |
| Población de derecho según los censos de población del INE Población de hecho según los censos de población del INEEn este censo se denominaba Olivares: 1842 |

## Administración y política
| Periodo   | Nombre                   | Partido                                  |
| --------- | ------------------------ | ---------------------------------------- |
| 2003-2007 | Dionisia Lázaro Renedo   | PP                                       |
| 2007-2011 | Dionisia Lázaro Renedo   | PP                                       |
| 2011-2015 | Dionisia Lázaro Renedo   | PP                                       |

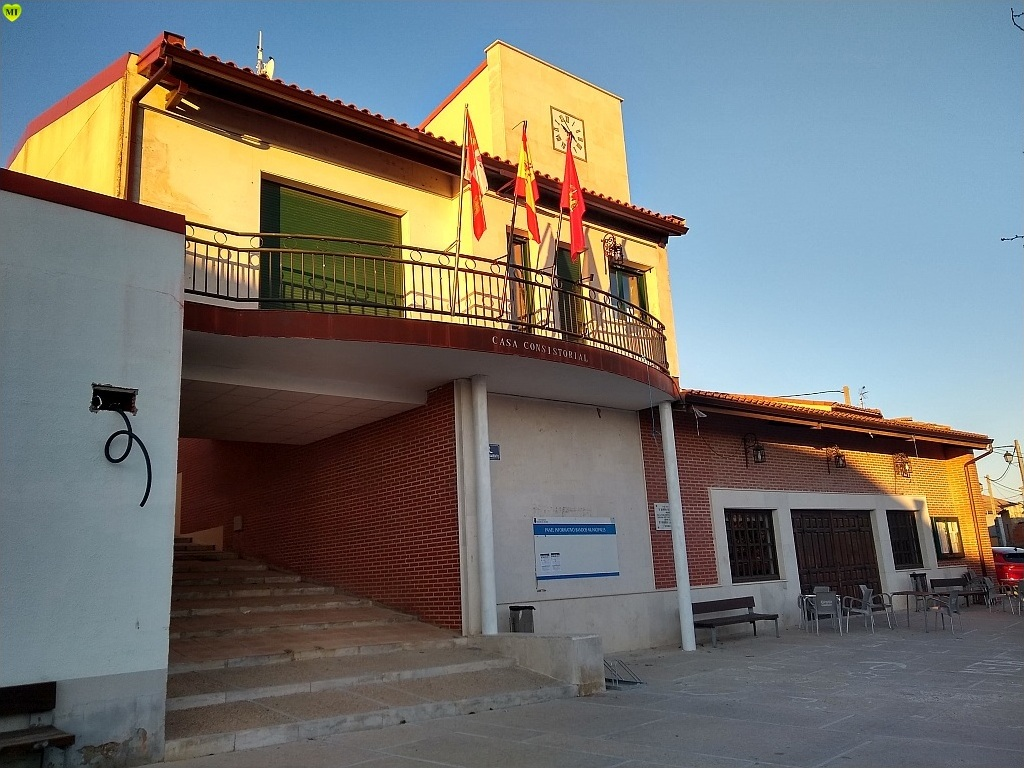
Casa consistorial

| 2015-2019 | Raquel Sánchez Villorejo | Partido Socialista Obrero Español (PSOE) |
| 2019-2023 | Tomás Andrés Antón       | PP                                       |
| 2023-act. | Tomás Andrés Antón       | PP                                       |

## Patrimonio
- Iglesia de San Pelayo: de estilo gótico, de la segunda mitad del siglo XV, con tres naves con bóvedas de crucerías estrelladas. Lo más destacable es su retablo mayor, de estilo plateresco, dispuesto en tres planos por adaptarse a la forma del ábside. Cada uno de ellos está formado verticalmente por tres calles, con sus entrecalles y guardapolvos en los extremos, y horizontalmente por zócalo, predela, tres cuerpos y ático rematado en medio punto. Fundamentalmente pictórico, lo componían 51 tablas atribuidas antes al Maestro de Olivares, posteriormente identificado con Juan Soreda, de las que una de ellas, el profeta Balaan de la predela, desapareció por robo. La escultura se reduce a la calle central y las labores propias del ensamblaje, obra de Pedro de Guadalupe. Las esculturas propiamente dichas, San Pelayo, Asunción y Calvario no están documentadas, habiéndose atribuido, por cercanía de estilo, a autores como Felipe Bigarny o Alonso Berruguete.
- Ermita de Nuestra Señora de Estrella: edificio de piedra de una sola nave, con bóveda de cañón; se estima su construcción a principios del siglo XVII.
- La desaparecida Casa real y bosque de la Quemada: residencia real de principios del siglo XVII adquirida por Felipe III durante la capitalidad de Valladolid.[3]